# Oratorio di San Rocco (Bore)
L'oratorio di San Rocco è un luogo di culto cattolico dalle forme tardo-romaniche e barocche situato in località Pereto a Metti, frazione di Bore, in provincia di Parma e diocesi di Piacenza-Bobbio; è sussidiario della parrocchiale di San Leonardo di Bore e fa parte del vicariato della Val Taro e Val Ceno.

## Storia
Il luogo di culto fu costruito in seguito a una pestilenza nel XVI secolo; la più antica testimonianza della sua esistenza risale al 1579, perciò gli storici ipotizzano che sia stato eretto immediatamente dopo la peste del 1524.
L'edificio fu successivamente ristrutturato a più riprese e decorato internamente in stile barocco.
Nella prima metà del XVIII secolo l'oratorio fu gestito dalla confraternita di San Rocco, menzionata in documenti del 1739 e successivamente sciolta.

## Descrizione

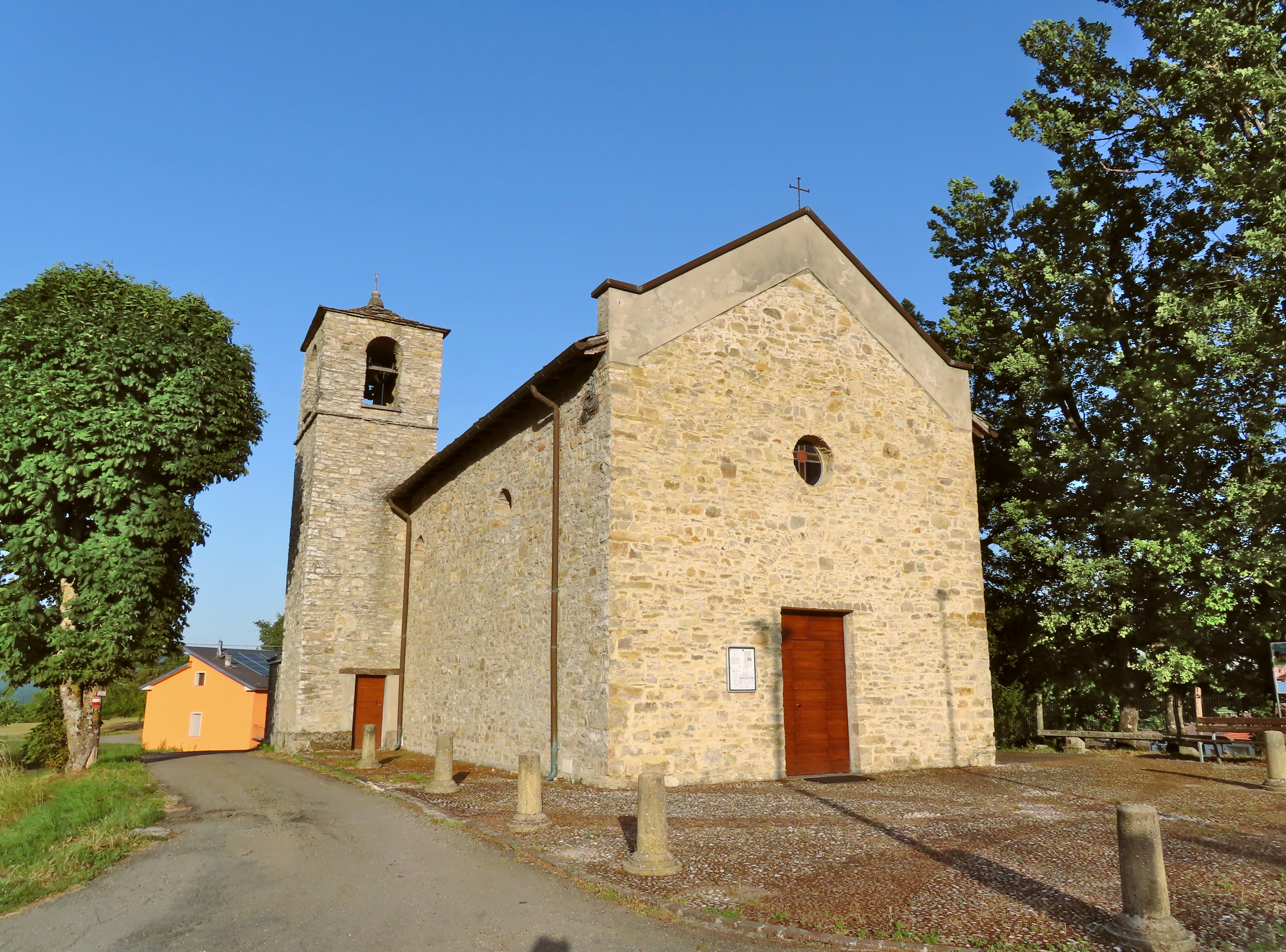
Facciata e lato nord

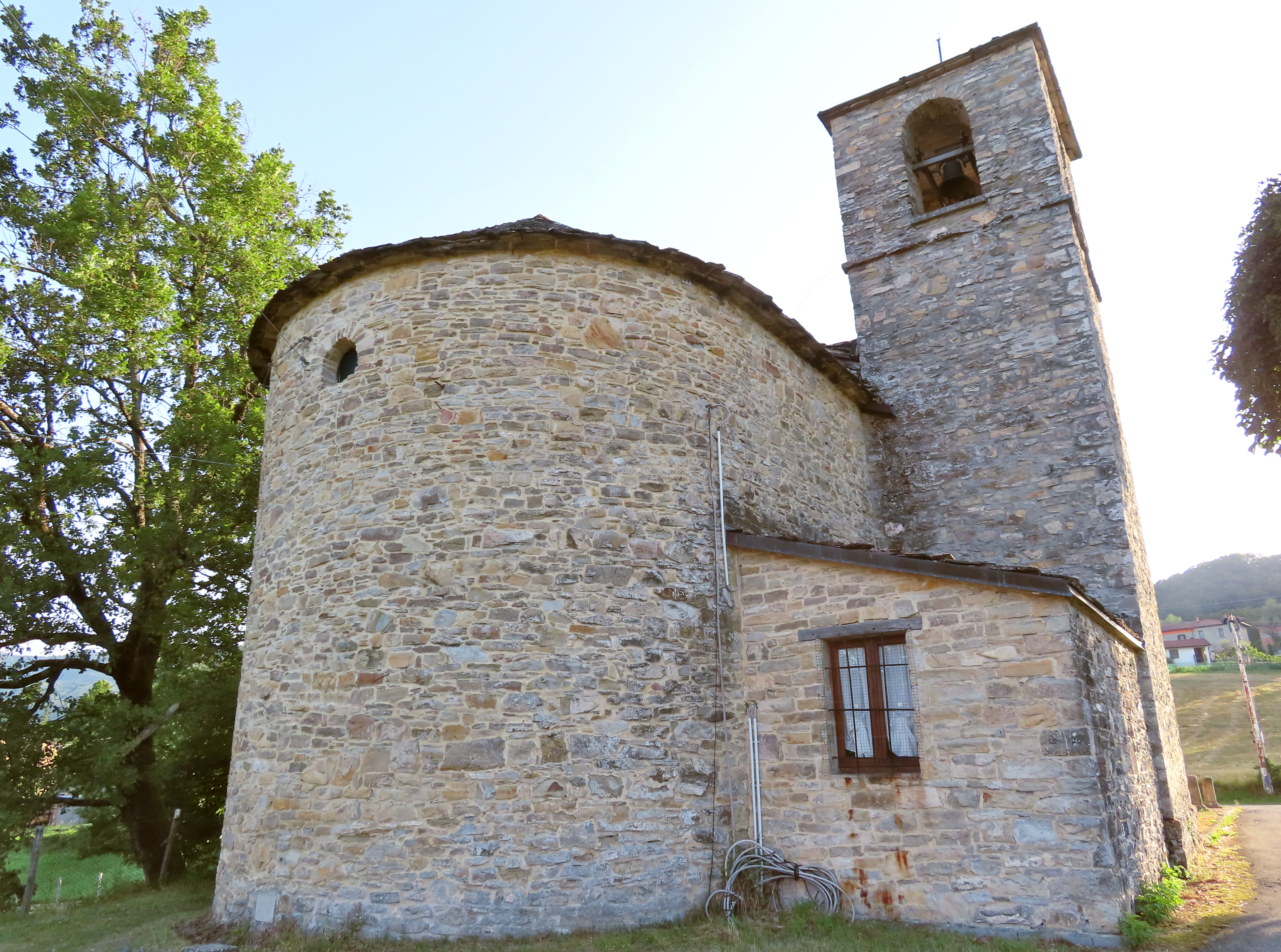
Abside e campanile

L'oratorio si sviluppa su una pianta a navata unica, con ingresso a ovest e presbiterio absidato a est.
La semplice e simmetrica facciata a capanna, rivestita in pietra come il resto dell'edificio, è preceduta da un piccolo sagrato pavimentato in ciottoli di fiume; nel mezzo è collocato l'ampio portale d'ingresso, sormontato da un oculo; in sommità una fascia intonacata corre lungo il profilo della cuspide, che si interrompe alle estremità per assumere un andamento orizzontale.
I fianchi sono illuminati da piccole aperture a lunetta; al termine del lato nord si innalza il campanile a base quadrata, con cella campanaria affacciata sulle quattro fronti attraverso monofore ad arco a tutto sesto; all'interno sono ospitate due campane in bronzo, di cui una risalente al 1533 e l'altra al 1930.
Sul retro si allunga l'abside semicircolare in pietra, caratterizzata dalla presenza di un piccolo oculo centrale.
All'interno la navata intonacata, coperta da una volta a botte lunettata affrescata, è suddivisa in due campate da massicce paraste decorate a trompe-l'œil con finte lesene binate; in sommità si sviluppa sulla trabeazione dipinta il cornicione perimetrale in aggetto. Ai lati si aprono due piccole cappelle all'interno di arcate a sesto ribassato.
Il presbiterio, lievemente sopraelevato, è coperto da una volta a botte dipinta a motivi floreali; le stesse decorazioni proseguono anche sugli spicchi del catino absidale. Al centro è collocato l'altare maggiore a mensa, realizzato in marmo bianco su pilastrini.